# Interior (topología)
Sea {\displaystyle (X,{\mathcal {T}})} un espacio topológico, y {\displaystyle A\subset X}. Se define el interior de {\displaystyle A} (notado {\displaystyle {\text{int}}(A)}, {\displaystyle {\stackrel {\ \circ }{A}}}, o {\displaystyle A^{\circ }}) como la unión de todos los abiertos contenidos en {\displaystyle A}. Es decir, {\displaystyle V={\mbox{int}}(A)} si y solo si V es abierto, está contenido en A y todo otro abierto contenido en A está contenido también en {\displaystyle V} (ver #Ejemplos).

## Caracterización
Constructivamente, se define {\displaystyle {\mbox{int}}(A)=\bigcup \{V\in {\mathcal {T}}:V\subset A\}}. Notar que esta construcción garantiza la existencia de este abierto maximal, pues la unión de abiertos es un abierto y el conjunto vacío siempre está contenido en A.

### Caso general
El interior topológico se puede caracterizar en el caso general por medio de entornos de la siguiente manera: 
Se dice que un punto {\displaystyle a\in {\text{int}}(A)} solo si {\displaystyle A} es un entorno de este punto. Es decir, si existe un abierto {\displaystyle O\in {\mathcal {T}}} de tal manera que {\displaystyle a\in O\subseteq A}.

### Caso de espacios métricos
Si {\displaystyle (X,{\mathcal {T}})} consiste en un espacio métrico, se puede desarrollar aún más:
{\displaystyle {\text{int}}(A)=\{a\in A\,\,\vert \,\,\exists \epsilon >0,B_{\epsilon }(a)\subset A\}}
En este caso, un punto {\displaystyle a\in A} es parte del interior de {\displaystyle A} solamente si existe una bola abierta contenida en {\displaystyle A}, centrada en el punto {\displaystyle a} con radio {\displaystyle \epsilon >0}, o sea, radio positivo (esto se desprende de la definición: una bola abierta necesariamente tiene radio positivo).

## Propiedades
Las siguientes son las principales propiedades del interior:
1. {\displaystyle {\text{int}}(A)\subset A}[2]
2. {\displaystyle A} es abierto si y solo si {\displaystyle {\mbox{int}}(A)=A}
3. {\displaystyle {\mbox{int}}({\mbox{int}}(A))={\mbox{int}}(A)}
4. {\displaystyle A\subset B\Rightarrow {\mbox{int}}(A)\subset {\mbox{int}}(B)}
5. {\displaystyle {\mbox{int}}(\varnothing )=\varnothing ,{\mbox{int}}(X)=X} (pues ambos son conjuntos abiertos y cerrados, por definición de una topología)
6. {\displaystyle {\mbox{int}}(A)\cap {\mbox{int}}(B)={\mbox{int}}(A\cap B)}
7. {\displaystyle {\mbox{int}}(A)\cup {\mbox{int}}(B)\subset {\mbox{int}}(A\cup B)}
8. {\displaystyle {\mbox{int}}(A)=({\bar {A^{c}}})^{c}\,}
9. El interior de {\displaystyle A}, la frontera de {\displaystyle A} y el exterior de {\displaystyle A} constituyen una partición de {\displaystyle X}. Es decir: {\displaystyle \partial A\cup {\text{int}}(A)\cup (X-A)=X} y {\displaystyle \partial A\cap {\text{int}}(A)=\varnothing }, {\displaystyle \partial A\cap (X-A)=\varnothing }, y {\displaystyle {\text{int}}(A)\cap (X-A)=\varnothing }[3]

Hay conjuntos cuyo interior es el conjunto vacío, y cuya adherencia es todo el espacio, como por ejemplo los irracionales {\displaystyle \mathbb {I} } y los racionales {\displaystyle \mathbb {Q} } en la recta real. Pues si consideramos k un elemento de ℚ y el intervalo abierto <k-r, k+r>, este intervalo que conlleva k no está incluido en ℚ.

## Ejemplos

### Ejemplo elemental sobre la recta real
El interior del conjunto en forma de intervalo {\displaystyle I=[a,b)} es precisamente {\displaystyle {\text{int}}(I)=(a,b)}, se puede ver que ese conjunto es abierto y contenido en I, por tanto la unión de cualquier colección numerable de subintervalos abiertos de I de la forma {\displaystyle (a_{i},b_{i})} con {\displaystyle a_{i}>a,b_{i}<b} será de la forma:

{\displaystyle \bigcup _{i}(a_{i},b_{i})=(a_{1},b_{1})\cup (a_{2},b_{2})\cup \dots \subset (a,b)}

Dado que todos ellos están incluidos en {\displaystyle {\text{int}}(I)=(a,b)}, por otra parte el conjunto {\displaystyle [a,b)=(a,b)\cup \{a\}} no es abierto, y por esa razón el mayor conjunto abierto posible contenido en él es {\displaystyle (a,b)={\text{int}}(I)}. Para completar los detalles de la prueba habría que ver que cualquier subconjunto abierto de {\displaystyle I=[a,b)} está contenido en {\displaystyle (a,b)}, cosa que es sencilla probando que cualquier conjunto abierto contenido en el conjunto {\displaystyle [a,b)} es una unión de intervalos de la forma {\displaystyle (a_{i},b_{i})} (con la condición de que {\displaystyle a_{i}>a,b_{i}<b}).
De manera similar se puede demostrar que {\displaystyle {\text{int}}[a,b]=(a,b)}, que {\displaystyle {\text{int}}(a,b]=(a,b)} o que {\displaystyle {\text{int}}(a,b)=(a,b)} (en este caso el propio conjunto es su interior).

### Círculos y Circunferencias enR2{\displaystyle \mathbb {R} ^{2}}
La circunferencia unidad S1 tiene interior vacío. Es decir

{\displaystyle {\text{int}}(S^{1})=\varnothing }

Este caso es bastante claro si uno se da cuenta de que no existe una bola abierta que sea contenida en esta circunferencia. Si consideramos los puntos en el círculo cerrado D1

{\displaystyle D^{1}=\{(x,y)\,\,|\,\,x^{2}+y^{2}\leq 1\}}

entonces notamos que {\displaystyle {\text{int}}(D^{1})=B_{1}((0,0))\equiv B_{1}(0)}. Podemos construir este caso fácilmente:
- Primero considera la bola abierta y todos sus puntos; uno nota que {\displaystyle B_{1}(0)\subset {\text{int}}(D^{1})} porque {\displaystyle B_{1}(0)\subset D^{1}} y es abierto.
- Ahora, considera cualquier punto {\displaystyle a\not \in B_{1}(0)}. Sabemos que {\displaystyle a=(x,y)} y que {\displaystyle x^{2}+y^{2}\geq 1}, entonces considera cualquier {\displaystyle r>0}: demostramos que existe un punto en cualquier bola abierta centrada en {\displaystyle a} que no está contenido en D1. Dado una bola {\displaystyle B_{r}(a)}, el punto {\displaystyle b=\left(1+{\frac {r}{2}}\right)a\in B_{r}(a)}, sin embargo sabemos que {\displaystyle |a|^{2}=1} (porque {\displaystyle |a|^{2}>1\implies a\not \in D^{1}}), entonces {\displaystyle |b|^{2}=\left\vert \left(1+{\frac {r}{2}}\right)a\right\vert ^{2}=\left|1+{\frac {r}{2}}\right|^{2}|a|^{2}=\left|1+{\frac {r}{2}}\right|^{2}>1} porque {\displaystyle r>0}. Al saber que {\displaystyle |b|^{2}>1} entonces {\displaystyle b\not \in D^{1}} que nos deja concluir que {\displaystyle B_{r}(a)\not \subset D^{1},\forall r>0}. Esto implica inmediatamente que {\displaystyle a\not \in {\text{int}}(A)}. Por esto sabemos que {\displaystyle B_{1}(0)\supset {\text{int}}(D^{1})}.

Usando ambas proposiciones podemos concluir que {\displaystyle B_{1}(0)={\text{int}}(D^{1})} que es lo que buscábamos comprobar.